# ウラジオストク港
ウラジオストク港 （ウラジオストクこう、ロシア語:Порт Владивостокский）は、ロシア連邦・ウラジオストクのピョートル大帝湾に面した港湾である。
極東ロシアにおいて重要な物流拠点の一つであり、アジア太平洋地区においても主要港の一つであり、また国内航路においても主要港である。港湾管理者は株式会社ウラジオストク海上貿易港（ПАО «Владивостокский морской торговый порт»）略称VMTP（ВМТП）で、FESCOグループの一員である。

## 地理
ウラジオストクの金角湾北西海岸に位置するロシアでは数少ない不凍港である。
時差:グリニッジ標準時+10
水深は-20/-30/メートル。
管制はウラジオストク無線センター。
コールサインはウラジオストク港管制でVHF67チャンネルである。

## 施設
- 埠頭数 - 15
- 埠頭の総延長 - 4km
- 荷捌場 - 368千 m2
- 倉庫 - 65.9千 m2
- 港内の臨港線総延長は20km。

定期航路は14航路あり、12航路はコンテナ船、2航路はRo-Ro船の航路となっている。
埠頭はばら物、コンテナ、自動車、油槽所などがあわせて15バースある。埠頭の水深は20 — 30mである。また、定温コンテナ用の電源は600箇所用意されている。港湾地区の倉庫は65.9千m2で、屋外は368千m2である。自動車用蔵置場もある。 
2014年6月にはウラジオストク港史上最高の47,777TEUのコンテナを取り扱った。これはロシア極東の港湾におけるコンテナ取扱い量月間最高記録となった。また、同年の年間取扱量は513,481TEUとなり、これはロシア極東地区の港湾での年間取扱量最高記録でもある。

## 旅客航路
客船ターミナルより発着する。
- 日本韓国航路

　　ウラジオストク - 迎日湾港（韓国浦項市） - 舞鶴港（京都府舞鶴市）
　　　2020年9月17日より週1往復で運航開始。運行会社はドゥウォン商船（本社：韓国ソウル市）。

## 貨物

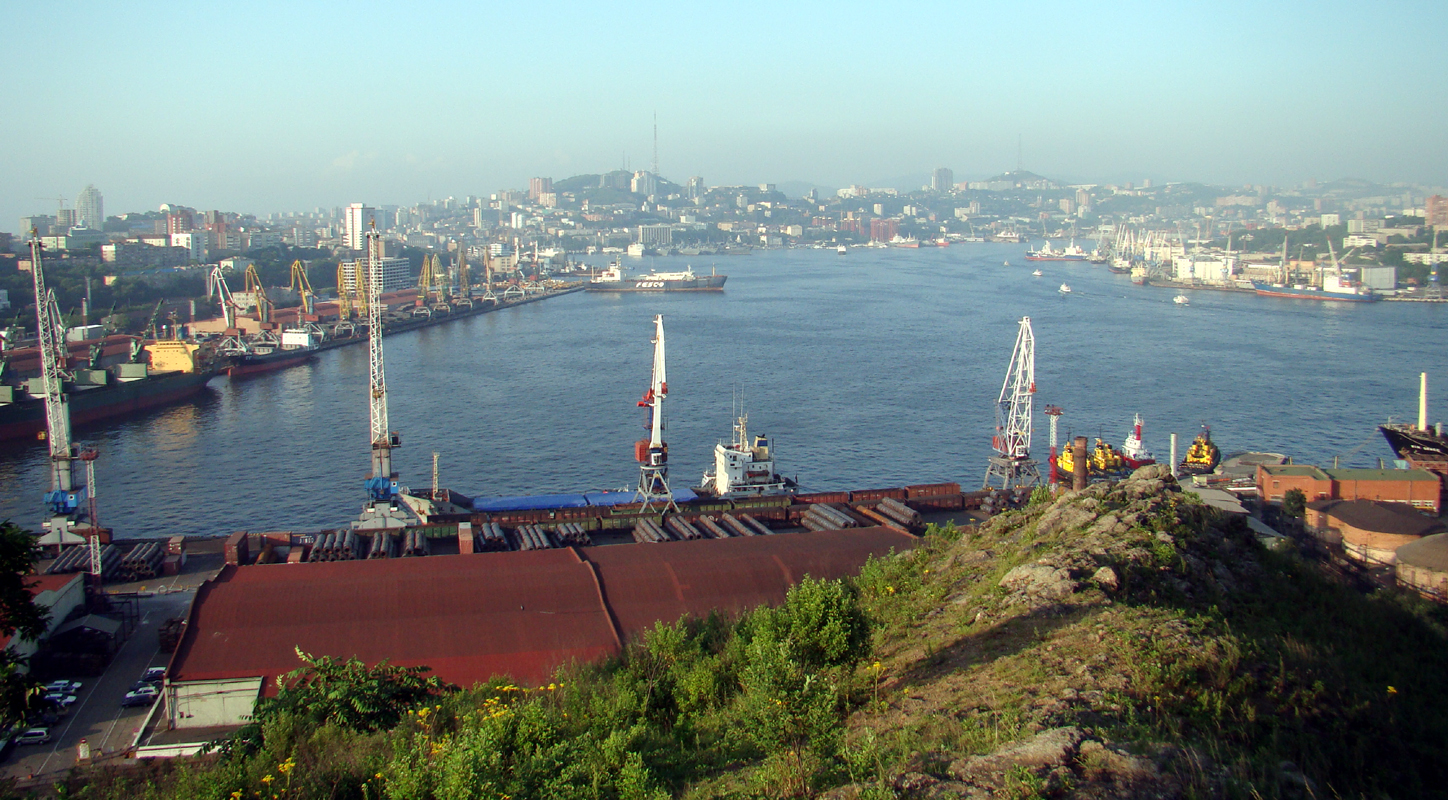
クレストヴァヤ山から市街地方向の風景

ロシア革命後は軍港が隣接するため閉鎖都市とされ、国内貨物を中心に取り扱っていたが、1991年に国際貿易港として開放後は年々外貿と内貿貨物の割合が逆転しつつある。
2016年の貨物取扱量は5,637千トンである。

## 貨物航路

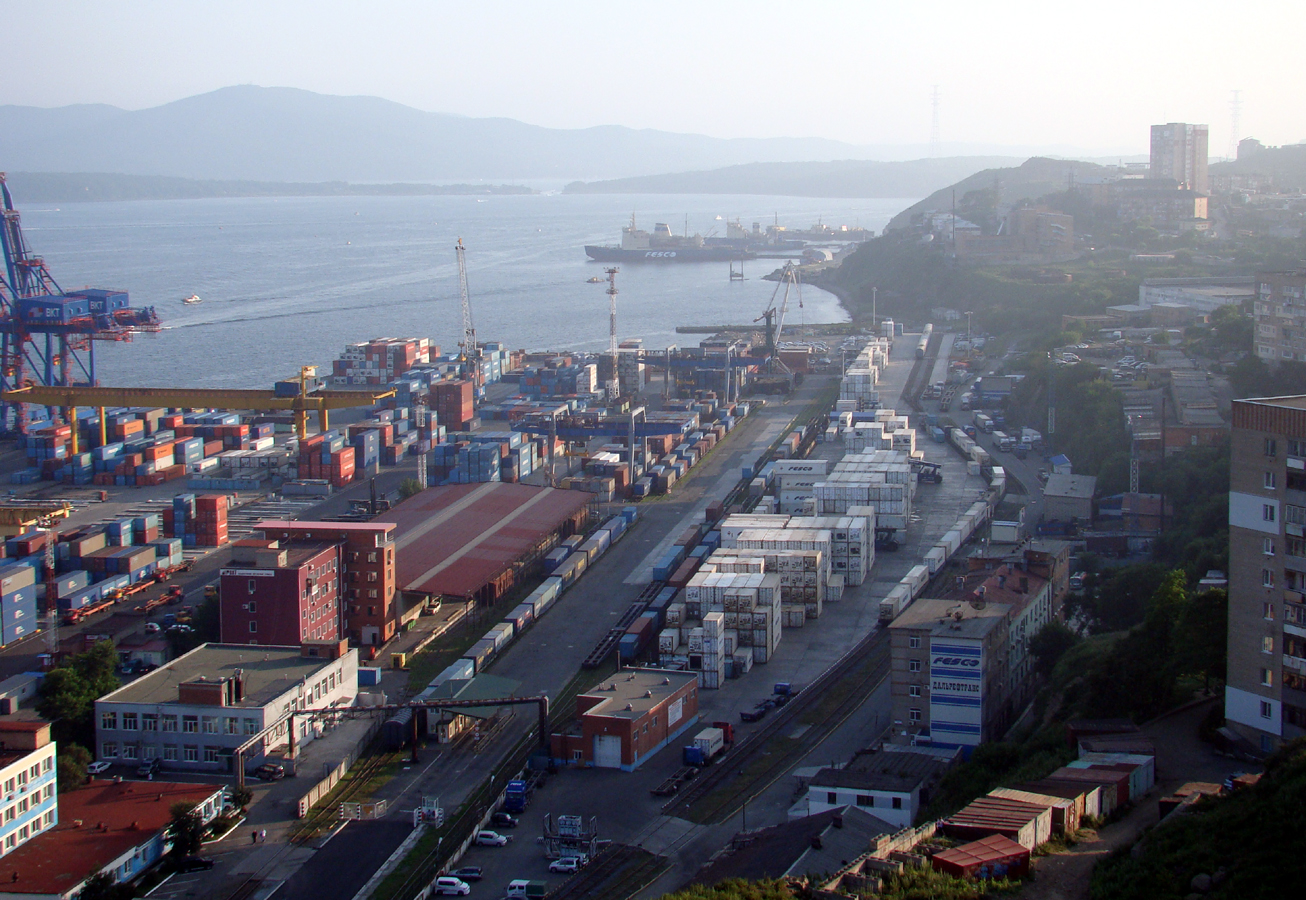
クレストヴァヤ山から湾口方向の風景。 ウラジオストク港コンテナターミナル

ウラジオストク港はアジア太平洋地域の重要な位置を占める。外貿取扱貨物はスラブ、ビレット、ロール鋼板、鋳鉄、スクラップ、コークス、硫黄、穀物等多岐にわたる。これらの仕向地は韓国、日本、中国、台湾、タイ、ベトナムなど、主にアジア太平洋地域の国々となる。 内貿貨物については主に、機械、穀物、建築材料、燃料、潤滑油となる。 内貿貨物の主な仕向地はペトロパブロフスク・カムチャツキー、マガダン、アナディリ、コルサコフなどでチュクチ自治管区の港にまで及ぶ。

## 自由港
ロシア帝国によって建設、開港後は自由港として運営されていたが、日露戦争後の1909年に沿海州における日本からの影響を低下させるため自由港としての機能を停止した。また赤化後の閉鎖都市指定など商港として活用されていなかったが、2015年より沿海地方15都市に自由港制度が適用され、ザルビノやナホトカ、ウラジオストク国際空港などとともに指定を受けた。2023年6月1日、中国が165年ぶりに港の使用権を回復したことが報じられた。

## 対外関係
- 伏木富山港（日本国富山県）
1992年8月26日に友好港締結を調印[4]。

## アクセス
- シベリア鉄道 ウラジオストク駅に隣接